# Partido Humanista (Brasil)
Partido Humanista (PH) foi um partido político brasileiro que disputou eleições entre 1985 e 1988.
Fundado em 13 de novembro de 1984 e registrado em 9 de julho de 1985, teve como presidente o estudante de engenharia Valdomiro dos Santos Filho e lançou as candidaturas da professora Ana Rosa Tenente (uma das idealizadoras do partido) na eleição municipal de São Paulo e do estudante de belas-artes Lincoln Sobral no Rio de Janeiro. Em Salvador, Curitiba e Belo Horizonte, o PH também lançou candidatos a prefeito, não conseguindo eleger nenhum deles.
Em São Paulo, Ana Rosa Tenente ficou em quinto lugar, com 45.075 votos, enquanto Lincoln Sobral foi o décimo-primeiro na eleição na capital fluminense, tendo recebido 12.769 votos. Após o pleito, dissidências marcaram a trajetória do partido: em janeiro de 1986, Marco Antônio Costa, candidato a vice-prefeito na chapa de Lincoln Sobral, acusou o PH de ser uma "seita" (um braço do Movimento Humanista, fundado pelo escritor argentino Mario Rodrigues Luis Cobos), porém o presidente do diretório no Rio de Janeiro, Douglas Cardoso, negou as acusações em entrevista ao Jornal do Brasil, classificando as declarações de Marco Antônio como "um delírio alucinógeno".
Nas eleições de 1986, o PH coligou-se com vários candidatos ao governo, além de lançar candidaturas próprias: em São Paulo, Teotônio Simões foi o postulante do partido ao governo estadual (250.657 votos), enquanto Luiz Jaime Faria concorreu a uma das vagas do estado no Senado Federal (159.878 votos); já no Rio de Janeiro, Wanderley Costa e Mauro Sérgio Dias disputaram uma cadeira no Senado, tendo obtido, respectivamente, 32.273 e 29.898 votos. Os candidatos a governador e a senador pelos estados da Bahia, Goiás, Paraná e Rondônia não tiveram também votações de destaque.
O PH foi extinto em 5 de maio de 1988, por falta de registro. Mesmo assim, concorreu às eleições municipais, novamente com Lincoln Sobral disputando a prefeitura do Rio de Janeiro (recebeu 9.822 votos) e Marco Antônio Barbosa Caldas disputou a prefeitura de São Paulo, ficando na oitava posição entre 14 candidatos.
Durante sua trajetória, utilizou o 19 (atribuído ao Podemos, antigo PTN, até 2023) como número de registro no TSE.